# Control Machete
Control Machete foi um grupo de hip hop mexicano fundado em 1996, em Monterrei, Nuevo León, México. O grupo é formado por Fermín IV,Pato Machete e DJ Toy.
Uma das canções mais conhecidas do grupo, "Si Señor", "Comprendes Mendes", "Artilleria Pesada", "Andamos Armados", "Perros Amores", "Ileso" e "Así Son Mis Días".
Control Machete é um dos grupos de rap mais notáveis junto com Cartel de Santa, este grupo fez rap mexicano para mainstream.

## Discografia
- 1996 - Mucho Barato
- 1999 - Artillería Pesada presenta
- 2002 - Solo Para Fanáticos
- 2003 - Uno, Dos:Bandera